# Ringkegel
Der Ringkegel oder die Ring-Kegelschnecke (Conus circumcisus) ist eine Schnecke aus der Familie der Kegelschnecken (Gattung Conus), die im Indopazifik verbreitet ist und sich von Fischen ernährt.

## Merkmale
Conus circumcisus trägt ein mäßig großes bis großes, mäßig festes bis festes Schneckenhaus, das bei ausgewachsenen Schnecken 5,5 bis 10 cm Länge erreicht. Der Körperumgang ist schmal kegelartig zylindrisch bis bauchig kegelförmig, manchmal schmal kegelförmig, der Umriss fast gerade bis fast gleichmäßig konvex, das Viertel zum Apex hin meist konvex. Die Gehäusemündung ist an der Basis breiter als an der Schulter. Die Schulter ist gewinkelt bis gerundet. Das Gewinde ist meist mittelhoch, sein Umriss gerade bis kuppelförmig. Der Protoconch hat etwa dreieinhalb Umgänge und misst maximal 0,8 mm. Die 3 bis 5 ersten Umgänge des Teleoconchs sind mit Tuberkeln besetzt. Die Nahtrampen des Teleoconchs sind konvex bis leicht konkav mit 2 bis 3 auf 4 zunehmenden spiraligen Rillen, die in den späteren Umgängen meist vergehen. Der Körperumgang ist mit in gleichmäßigen Abständen spiralig verlaufenden Rippen überzogen, die ab der Mitte zum Apex hin oft nur schwach sind und manchmal ein feine Körnung aufweisen.
Die Grundfarbe des Gehäuses ist weiß und mit verschiedenen gelben oder violetten Schattierungen unterlegt. Der Körperumgang ist mit hellbraunen spiraligen Banden mit wechselnder Anzahl und Breite überzogen, die an der Mitte zur Basis hin meist eine Bande in der Grundfarbe freilassen. Es gibt sowohl Gehäuse mit einem einfachen Bandenmuster als auch gesprenkelte Gehäuse mit dunkelbraunen Flecken, spiraligen Reihen abwechselnd weißer und dunkelbrauner Punkte, Flecken und Striche, manchmal zusätzlich mit braunen Spiraligen Linien. Die Reihen abwechselnd dunkler und heller Markierungen werden mit dem Wachstum der Schnecke meist schwächer, ebenso oft auch die dunklen Flecken. Die Basis ist gelb oder gelborange, der Protoconch weiß. Die Nahtrampen der ersten Umgänge des Teleoconchs sind einfarbig weiß, die späteren Nahtrampen gezeichnet mit braunen axialen Markierungen, die beim Wachstum dunkler, kleiner und oft auch spärlicher werden. Das Innere der Gehäusemündung ist weiß oder blassviolett.
Das dünne, durchscheinende und glatte Periostracum ist blassgelb, bei großen Adulttieren auch dicker, fast undurchsichtig und leicht samtig. Bei lebenden Tieren wurde auch eine orangefarbene bis rostrote Färbung beobachtet.
Die Oberseite des Fußes ist weiß bis rosa mit braunen und roten Flecken oder Sprenkeln, am Hinterende blasser und ohne Flecken. Die Fußsohle ist rosa und geht nach hinten ins Weiße über. Das Rostrum ist proximal weiß und distal dunkelgelb. Die Fühler sind weiß mit brauner Spitze, der Sipho weiß bis grau mit braunen Flecken, bei Jungtieren manchmal mit dunkelgrauer Spitze.

## Verbreitung und Lebensraum
Conus circumcisus ist im mittleren Indopazifik von den Molukken (Indonesien) bis zu den Philippinen, Marshall-Inseln und Salomonen sowie nach Vanuatu und Australien (Northern Territory, Western Australia) verbreitet, wahrscheinlich auch auf den Gesellschaftsinseln.
Er lebt in Meerestiefen von 4 m bis 200 m auf Sand, Korallengeröll, an Korallenriffen in Felsspalten, auf Riffzinnen oder unter toten Korallenfelsen wie auch in Schiffswracks.

## Ernährung
Conus circumcisus frisst Fische, die er mit seinen giftigen Radulazähnen harpuniert.